# تشارلي آدامز (موسيقي)
تشارلي آدامز (بالإنجليزية: Charlie Adams)‏ هو موسيقي أمريكي، ولد في 8 مايو 1954 في إلينوي في الولايات المتحدة.

## وصلات خارجية
- الموقع الرسمي
- تشارلي آدامز على موقع IMDb (الإنجليزية)
- تشارلي آدامز على موقع ميوزك برينز (الإنجليزية)
- تشارلي آدامز على موقع ديسكوغز (الإنجليزية)